# Wilhelm von Löwenstein

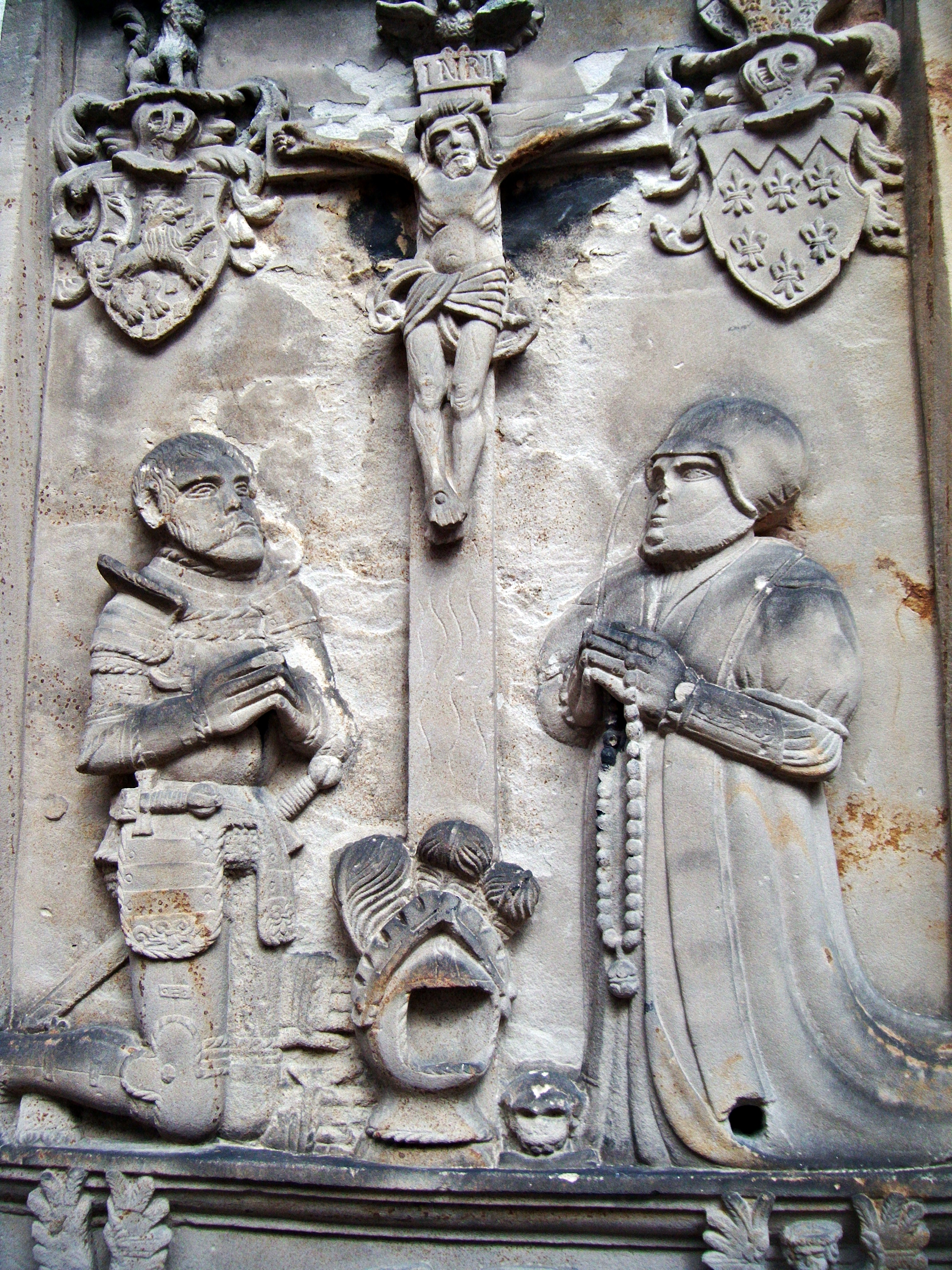
Wilhelm von Löwenstein und seine Gattin, auf ihrem Grabstein in Deidesheim

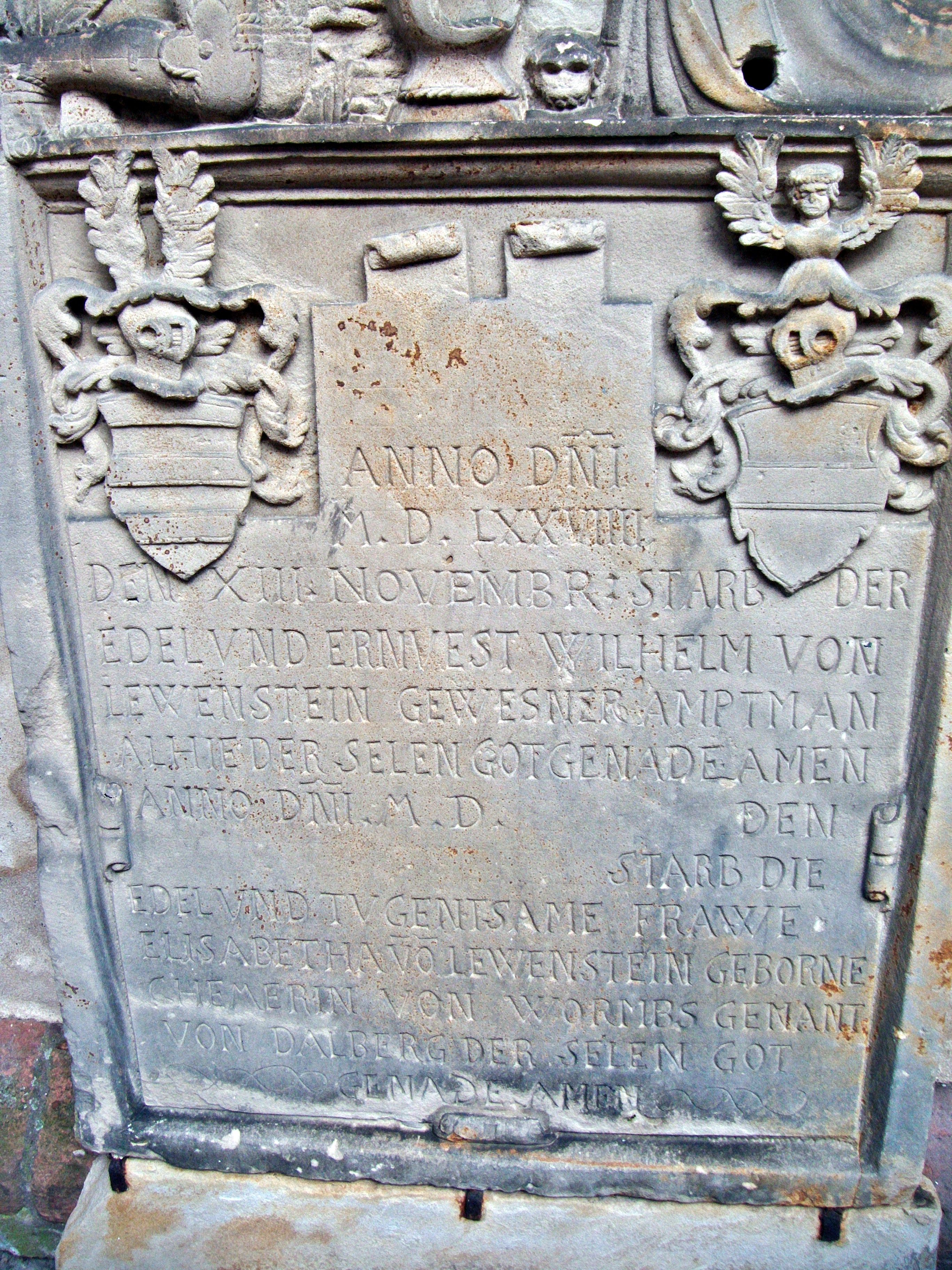
Grabinschrift

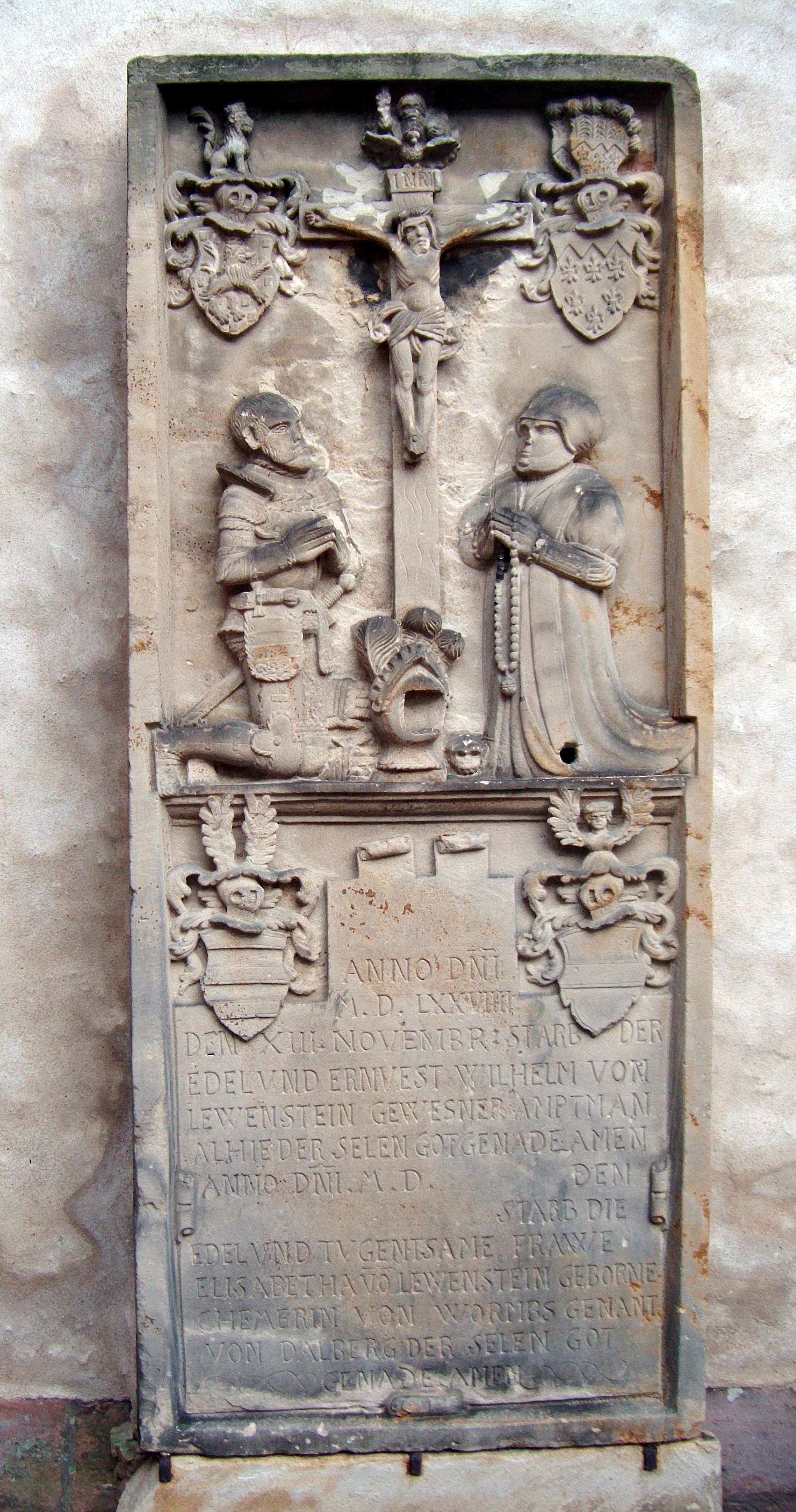
Gesamtansicht des Grabsteins

Wilhelm von Löwenstein, auch Wilhelm Brenner von Löwenstein bzw. Lewenstein († 13. November 1579), war ein pfälzischer Adeliger und Faut bzw. Amtmann des Bischofs von Speyer.

## Herkunft und Leben
Er entstammte dem nordpfälzischen Adelsgeschlecht, das sich nach der Burg Löwenstein benannte und mit dem Geschlecht der Randecker zusammenhängt. Zuweilen erscheinen sie auch als Löwenstein von Randeck oder Brenner von Löwenstein. Es besteht keine Verwandtschaft mit dem aus dem Haus Wittelsbach hervorgegangenen Hochadelsgeschlecht Löwenstein.
Wilhelm von Löwenstein war der Sohn von Friedrich von Löwenstein dem Älteren und seiner Gattin Anna geb. von Zeiskam. Sein Onkel (Bruder des Vaters) war Johannes Brenner von Löwenstein († 1537), Generalvikar und Domkantor in Speyer, der Großvater Johann Brenner von Löwenstein († 1521), kurpfälzischer Burggraf und Oberamtmann von Alzey.
Wilhelm von Löwenstein heiratete 1557 Elisabeth von Dalberg, die Tochter Georgs von Dalberg und der Anna geb. von Flersheim. Letztere war die Nichte des Speyerer Bischofs Philipp von Flersheim.
Der Adelige trat in den Dienst des Hochstifts Speyer. Spätestens seit 1560 amtierte er in Bruchsal als Amtmann und Speyerer Vogt im Bruhrain. Damals empfing er in Bruchsal den neu gewählten Bischof Marquard von Hattstein. 1557 ist dort als Faut noch der Vorgänger Philipp von Angelach belegt.
Am 23. April 1562 übernahm Wilhelm von Löwenstein die Stelle eines fürstbischöflichen Amtmannes in Deidesheim, welche er vermutlich bis zu seinem Tod bekleidete. 1577 urkundete er nachweislich noch in dieser Eigenschaft.
Wilhelm starb 1579 und wurde in der Deidesheimer Pfarrkirche St. Ulrich bestattet. Dort erhielt er einen künstlerisch wertvollen Grabstein, der Mitte des 19. Jahrhunderts vom Innenraum an die äußere Westwand der Kirche versetzt wurde. Er zeigt u. a. seine und seiner Frau Porträtfiguren, sowie Grabinschriften für beide, wobei allerdings bei der Gattin kein Sterbedatum eingetragen wurde.

Die Inschrift für Wilhelm von Löwenstein lautet: 

„Anno Dni MDLXXVIIII den XIII. Novembr starb der edel und ernvest Wilhelm von Lewenstein, gewesener Amptman alhie, der Selen Got genade. Amen“

Laut dem „Neuen allgemeinen deutschen Adels-Lexikon“ starb die Familie mit seinem Sohn Friedrich dem Jüngeren, Anfang des 17. Jahrhunderts aus.